# Cochylimorpha
Cochylimorpha es un género de polillas de la tribu Cochylini.

## Especies
- Cochylimorpha acriapex
- Cochylimorpha additana
- Cochylimorpha africana
- Cochylimorpha agenjoi
- Cochylimorpha alternana
- Cochylimorpha alticolana
- Cochylimorpha amabilis
- Cochylimorpha arenosana
- Cochylimorpha armeniana
- Cochylimorpha asiana
- Cochylimorpha bipunctata
- Cochylimorpha blandana
- Cochylimorpha brandti
- Cochylimorpha centralasiae
- Cochylimorpha chionella
- Cochylimorpha clathrana
- Cochylimorpha clathratana
- Cochylimorpha coloratana
- Cochylimorpha conankinensis
- Cochylimorpha cultana
- Cochylimorpha cuspidata
- Cochylimorpha declivana
- Cochylimorpha decolorella
- Cochylimorpha despectana
- Cochylimorpha diana
- Cochylimorpha discolorana
- Cochylimorpha discopunctana
- Cochylimorpha eberti
- Cochylimorpha eburneana
- Cochylimorpha elegans
- Cochylimorpha elongana
- Cochylimorpha emiliana
- Cochylimorpha erlebachi
- Cochylimorpha exoterica
- Cochylimorpha flaveola
- Cochylimorpha fluens
- Cochylimorpha fucatana
- Cochylimorpha fucosa
- Cochylimorpha fuscimacula
- Cochylimorpha gracilens
- Cochylimorpha halophilana
- Cochylimorpha hapala
- Cochylimorpha hedemanniana
- Cochylimorpha hilarana
- Cochylimorpha ignicolorana
- Cochylimorpha innotatana
- Cochylimorpha isocornutana
- Cochylimorpha jaculana
- Cochylimorpha jucundana
- Cochylimorpha kenneli
- Cochylimorpha kohibabae
- Cochylimorpha kurdistana
- Cochylimorpha lagara
- Cochylimorpha langeana
- Cochylimorpha lungtangensis
- Cochylimorpha maleropa
- Cochylimorpha meridiana
- Cochylimorpha meridiolana
- Cochylimorpha mongolicana
- Cochylimorpha monstrabilis
- Cochylimorpha montana
- Cochylimorpha moriutii
- Cochylimorpha nankinensis
- Cochylimorpha nipponana
- Cochylimorpha nodulana
- Cochylimorpha nomadana
- Cochylimorpha nuristana
- Cochylimorpha obliquana
- Cochylimorpha perfusana
- Cochylimorpha perturbatana
- Cochylimorpha peucedana
- Cochylimorpha pirizanica
- Cochylimorpha psalmophanes
- Cochylimorpha pseudoalternana
- Cochylimorpha pyramidana
- Cochylimorpha razowskiana
- Cochylimorpha salinarida
- Cochylimorpha santolinana
- Cochylimorpha scoptes
- Cochylimorpha scrophulana
- Cochylimorpha simplicis
- Cochylimorpha simulata
- Cochylimorpha sparsana
- Cochylimorpha stataria
- Cochylimorpha straminea
- Cochylimorpha subwoliniana
- Cochylimorpha tamerlana
- Cochylimorpha thomasi
- Cochylimorpha tiraculana
- Cochylimorpha triangulifera
- Cochylimorpha wiltshirei
- Cochylimorpha woliniana
- Cochylimorpha yangtseana